# پاتریک فاکینی
پاتریک فاکینی (ایتالیایی: Patrick Facchini؛ زادهٔ ۲۸ ژانویهٔ ۱۹۸۸) دوچرخه‌سوار اهل ایتالیا است.